# HMS Defiance (1783)
Pour les autres navires du même nom, voir HMS Defiance.
Le HMS Defiance est un vaisseau de ligne de 3e rang, armé de 74 canons en service dans la Royal Navy entre 1784 et 1813. Il sert lors d'un grand nombre d'engagements des guerres de la Révolution française et de l'Empire.

## Construction
Commandé en juillet 1780, le HMS Defiance est mis en chantier en avril 1782 au chantier naval de Randall and Co. à Rotherhithe, sur la Tamise, et lancé le 10 décembre 1783. Il s'agit d'un vaisseau de ligne de classe Elizabeth dont les plans sont dus à Thomas Slade.

## Service actif
Le navire est touché par la grande mutinerie du Nore en 1797.
En 1801, le HMS Defiance porte la marque de l'amiral Graves à la bataille de Copenhague.
En 1805, le navire participe, au sein de la flotte de l'amiral Calder, à la bataille des Quinze-Vingt. Sous les ordres du capitaine Philip Charles Durham, il combat lors de la bataille de Trafalgar, au sein de la colonne menée par Collingwood qui attaque l'arrière-garde de la flotte combinée. L'équipage compte 17 morts et 53 blessés au soir de la bataille.
En 1809, il prend part à la bataille des Sables-d'Olonne où il subit de très lourds dommages.

## Dernières années
En 1813, le HMS Defiance est transformé en ponton et stationné à Chatham. Il est finalement démoli en 1817.

## Sources et bibliographie
- (en) Cet article est partiellement ou en totalité issu de l’article de Wikipédia en anglais intitulé « HMS Defiance (1783) » (voir la liste des auteurs).
- Amiral Maurice Dupont, L'Amiral Willaumez, Paris, Tallandier, 1987, 427 p. (ISBN 2-235-01723-1)
- Georges Fleury, Nelson : Le héros absolu, Flammarion, janvier 2004 (ISBN 2-08-068090-0)
- (en) Brian Lavery, The Ship of the Line, vol. 1 : The Development of the Battlefleet 1650-1850, Conway Maritime Press, 2003 (ISBN 0-85177-252-8)
- (en) Digby Smith, The Greenhill Napoleonic Wars Data Book : Actions and Losses in Personnel, Colours, Standards and Artillery, 1792-1815, Greenhill Books, 1998 (ISBN 1-85367-276-9)